# Александер Попович
Александер Попович (нім. Alexander Popovic, нар. 18 липня 1891, Відень — пом. 30 вересня 1952, Відень) — австрійський футболіст, що грав на позиції захисника. По завершенні ігрової кар'єри — футбольний тренер.
Виступав, зокрема, за клуб «Аустрія» (Відень), а також національну збірну Австрії.

## Клубна кар'єра
Народився 18 липня 1891 року в місті Відень. Був одним із засновників віденського футбольного клубу «Аматеур» (нині — «Аустрія»). Там він відразу став виступати, граючи на позиції захисника. З клубом він виграв Кубок Австрії, двічі був срібним призером чемпіонату країни і двічі фіналістом Кубка. 
У 1922 році Александер ненадовго перейшов в «Рапід», з яким став чемпіоном, а потім повернувся в «Аустрію», де зробив золотий «дубль». Потім футболіст ще один рік грав за «Вінер Атлетік», де і завершив професійну ігрову кар'єру у 1925 році.

## Виступи за збірну
10 вересня 1911 року дебютував в офіційних іграх у складі національної збірної Австрії в матчі із збірною Німеччини (2:1). Протягом кар'єри у національній команді, яка тривала 13 років, провів у формі головної команди країни 33 матчі, забивши 1 гол.

## Кар'єра тренера
У 1925 році Попович виїхав до Німеччини, де став працювати головним тренером берлінської «Герти». Потім він тренував інший столичний клуб «Мінерва». 
1941 року Александер відправився в Італію, де працював з римським «Лаціо», а після війни очолював «Болонью» та «Про Сесто», головним тренером якого був до 1947 року.
Помер 30 вересня 1952 року на 62-му році життя у місті Відень.

## Титули і досягнення
- Чемпіон Австрії (2):

«Рапід» (Відень): 1922—1923
«Аустрія» (Відень): 1923—1924
- Володар Кубка Австрії (2):

«Аустрія» (Відень): 1920—1921, 1923—1924